# Barre (bateau)
Pour les articles homonymes, voir Barre.

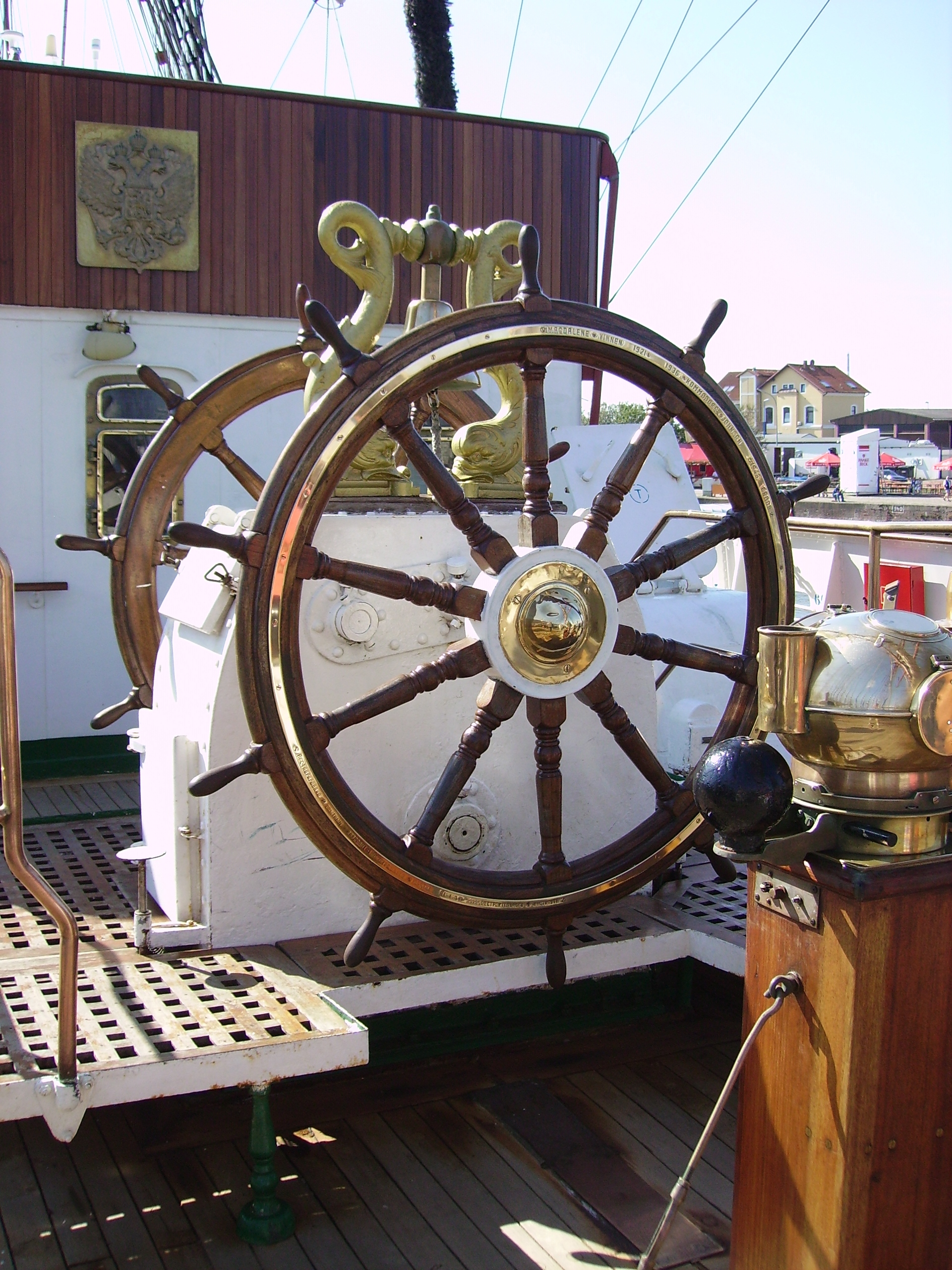
Barre du Sedov.

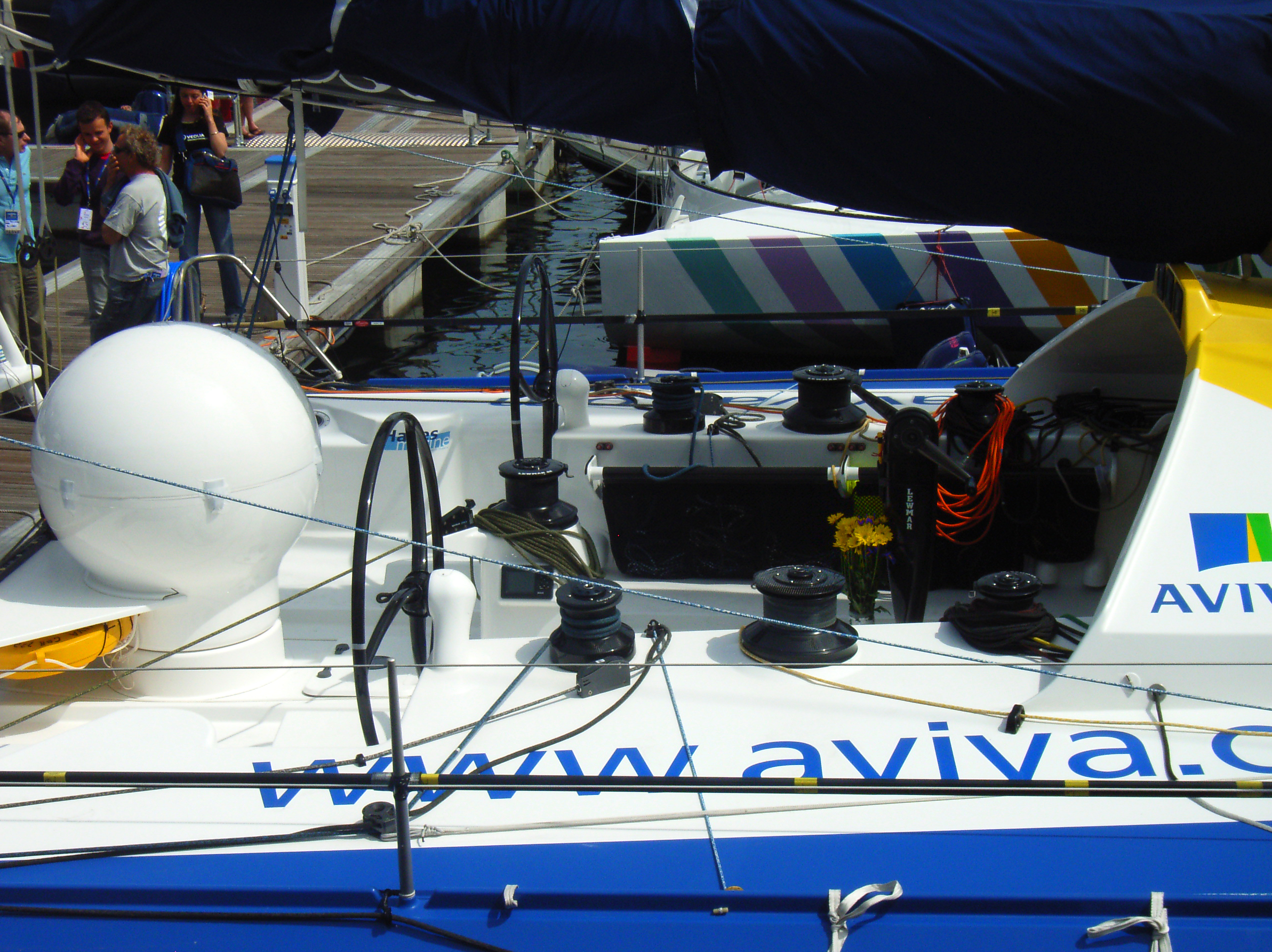
Double barre à roue sur l'IMOCA Aviva à Plymouth.

La barre d'un navire (ou barre de gouvernail ou barre de pilotage ou, si en forme de roue, barre à roue) est utilisée pour orienter un navire à moteur ou à voile dans la direction voulue. 
Ensemble, avec le mécanisme de pilotage, ils forment la gouverne. La barre est soit connectée à un système mécanique, servo-électrique ou hydraulique soit directement relié au gouvernail. Dans certains navires modernes, elle est remplacée par une bascule simple qui contrôle à distance un lecteur électro-mécanique ou électro-hydraulique pour le gouvernail.
L'opérateur à la manœuvre de la barre est appelé « homme de barre », barreur, timonier, ou pilote suivant les cas.

## Historique

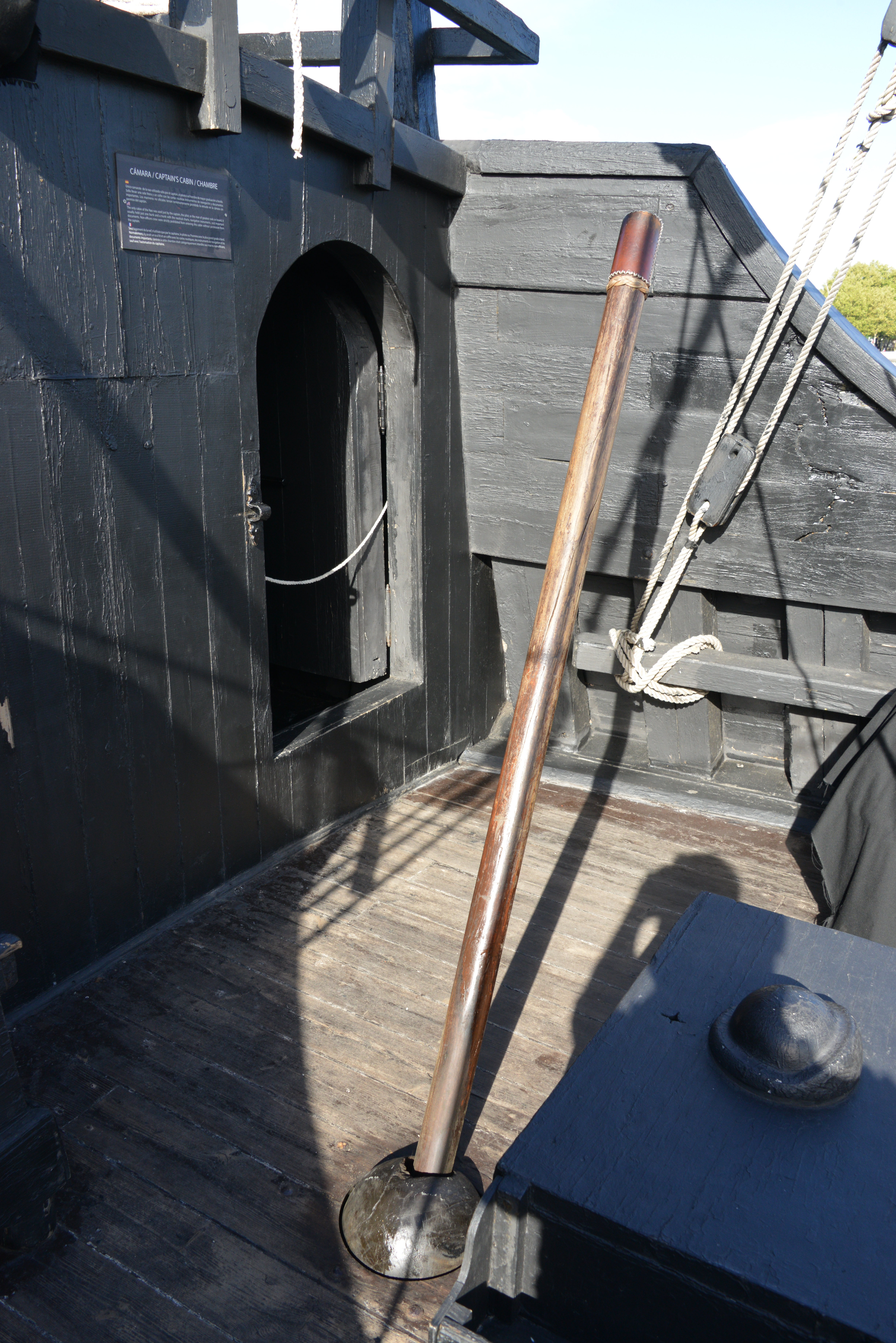
Fouets sur la caraque Nao Victoria.

Avant le XVIe siècle, la plupart des voiliers étaient suffisamment petits pour être dirigés par une seule personne travaillant avec une barre franche horizontale fixée directement au sommet du gouvernail.
Cependant, à mesure que les navires devenaient plus hauts et plus larges, il était nécessaire de disposer d'un dispositif de direction qui pouvait s'étendre du pont supérieur de la poupe jusqu'à la barre qui était parfois située plus d'un pont en dessous. Le fouet est devenu une solution temporaire en Europe entre le XVIe et le XVIIe siècle, permettant la transmission mécanique de la commande d'un bateau au moyen d'une tige verticale pivotante actionnant la barre du gouvernail au moyen d'une articulation située dans l'entrepont. Son développement est plus élaboré qu'une barre franche et a précédé l'invention de la barre à roue plus complexe qui s'est imposée par la suite pour diriger les bateaux.
La généralisation de l'utilisation de la barre à roue n'est pas précise, probablement vers le début du XVIIIe siècle. La roue est toujours utilisée sur les voiliers et navires de moyenne et petite taille. Les grands navires modernes étant équipés de commandes électriques qui entrainent un mécanisme électromécanique ou électrohydraulique pour le gouvernail. Cette commande électrique peut prendre diverses formes : barre à roue, volant ou un joystick.

Un schéma animé du fonctionnement de base d'un fouet sur un voilier du.

## Différents types de barre
Sur un bateau, la barre peut avoir plusieurs aspects : 
- la barre franche, qui consiste en une tige de bois ou de métal (timon) directement reliée à la mèche du safran ;
- le fouet, est une tige de bois traversant le pont et relié à la barre de gouvernail par un vit de mulet ;
- la barre à roue, consistant en un volant actionnant le safran par l'intermédiaire de poulies et de drosses ;
- la barre à tire-veille, permettant de manœuvrer quand un mât est placé devant le tableau ;
- la barre des navires modernes, le gouvernail peut être remplacé par un système de positionnement dynamique à commande électrique ; sa commande se fait au moyen d'un joystick ou d'un volant.

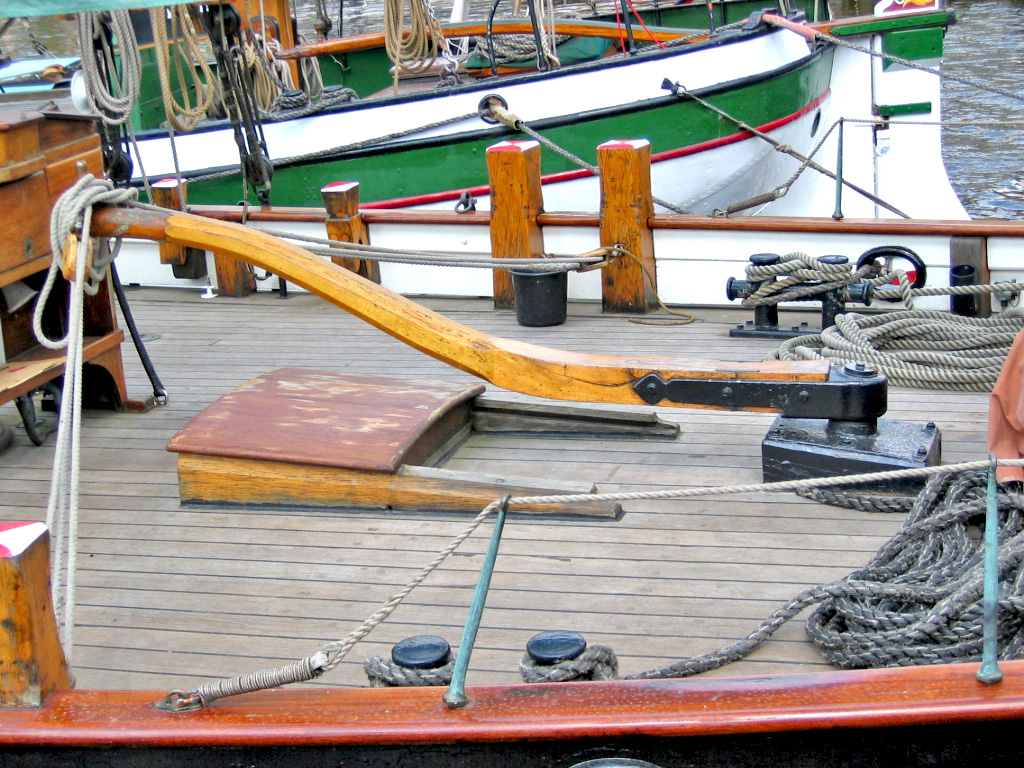
Barre timon ou barre franche.
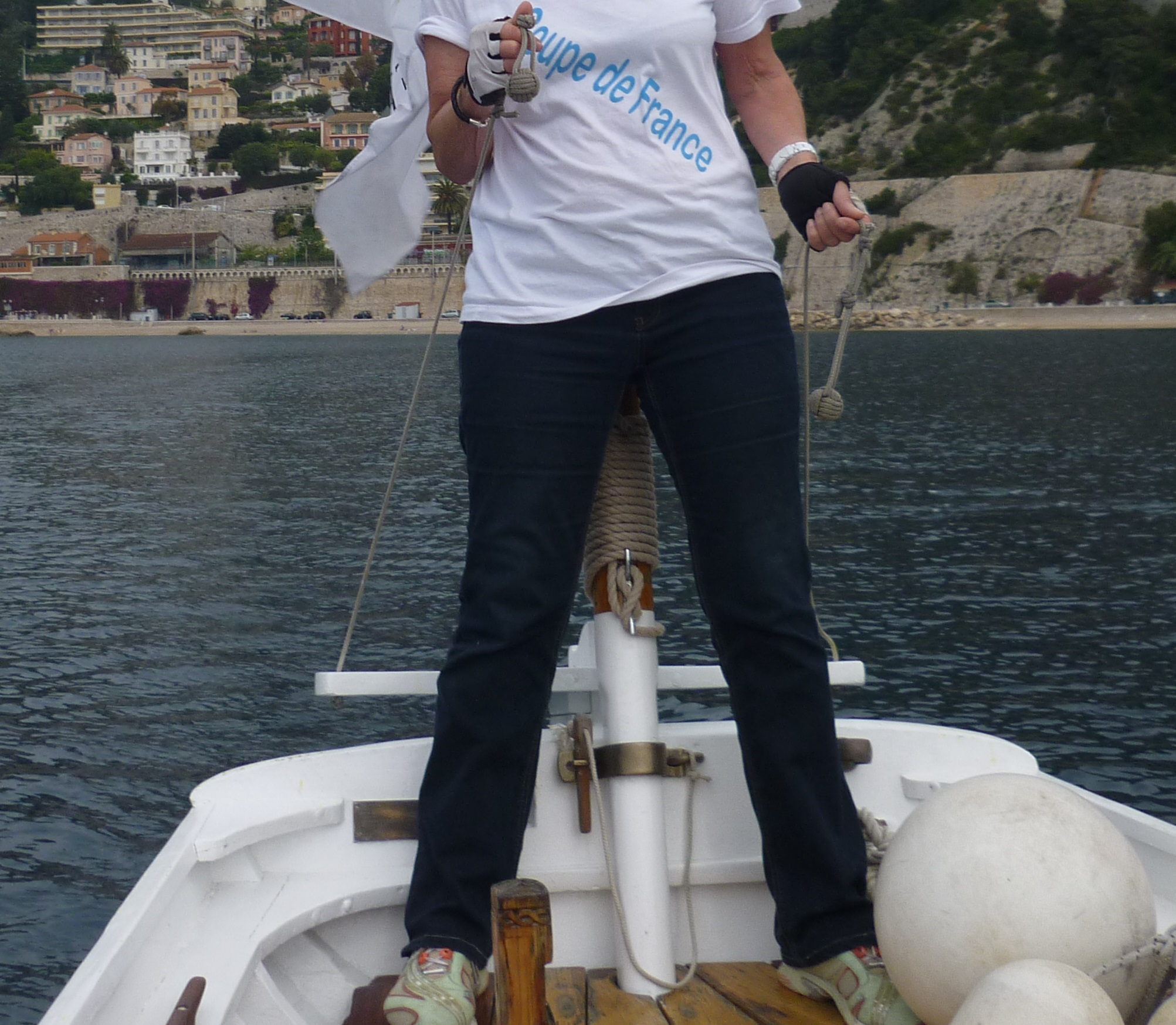
Barre à tire-veille sur une yole de Bantry.
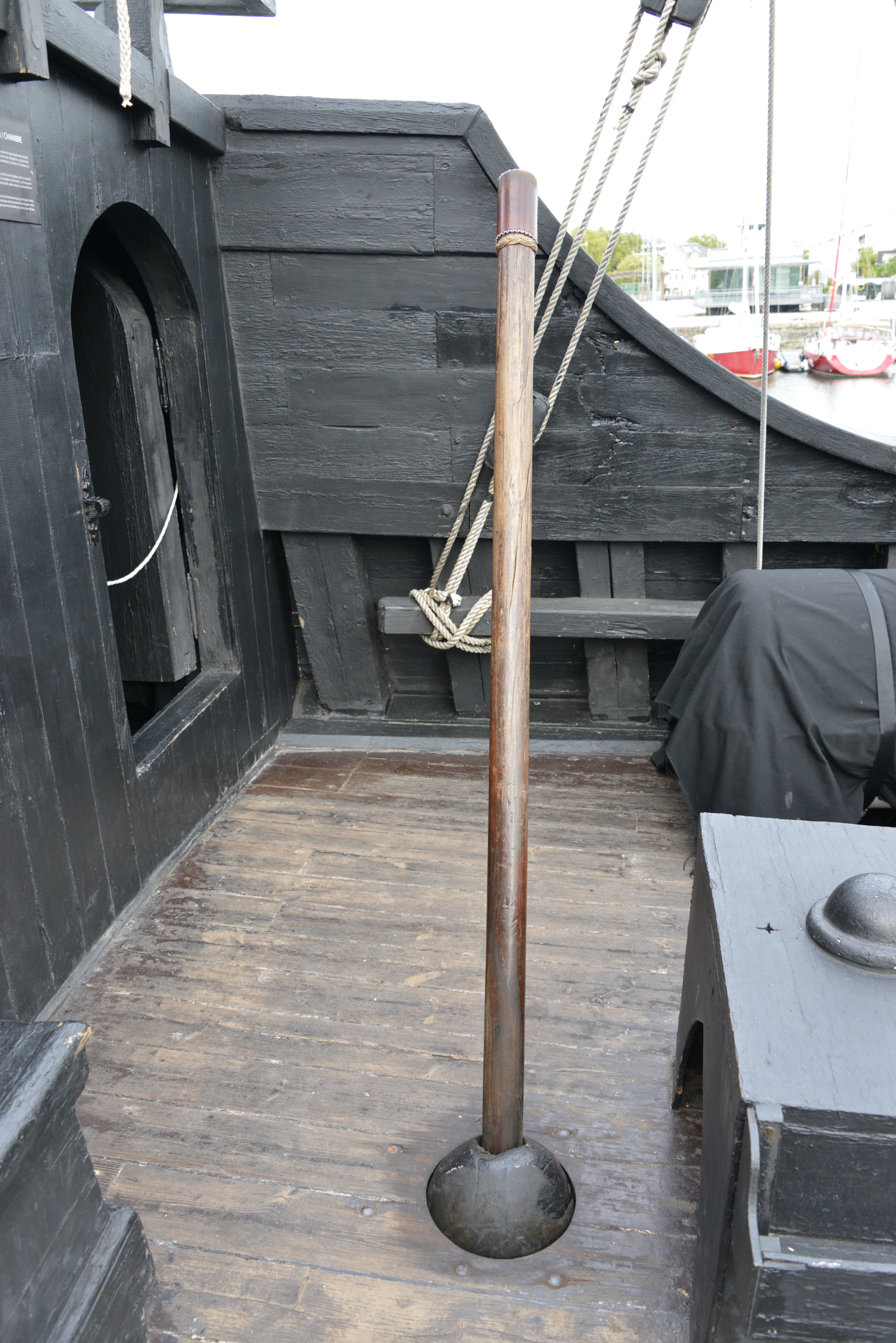
Fouet sur la caraque Nao Victoria.
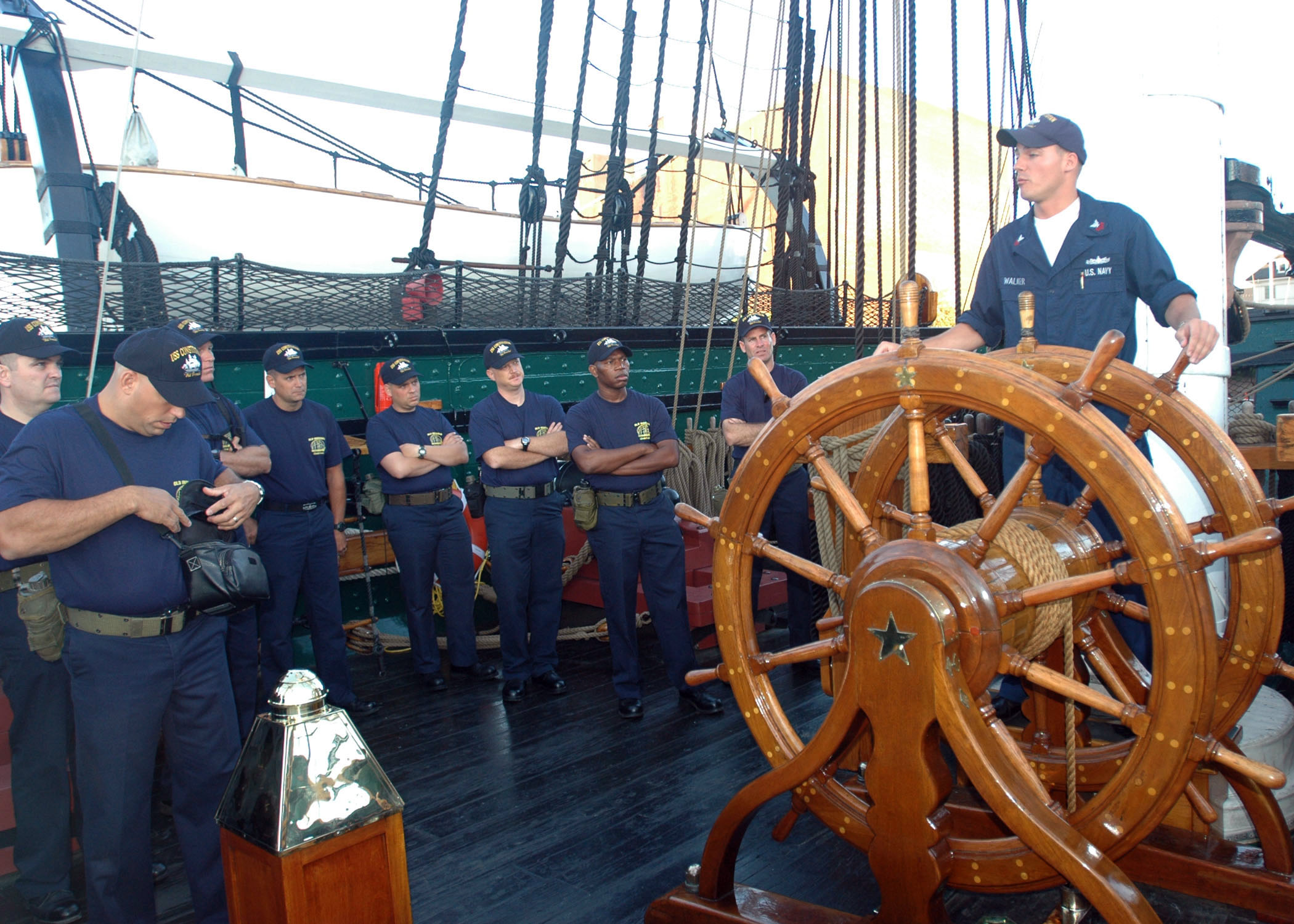
Barre à roue en bois sur un vieux gréement : USS Constitution.
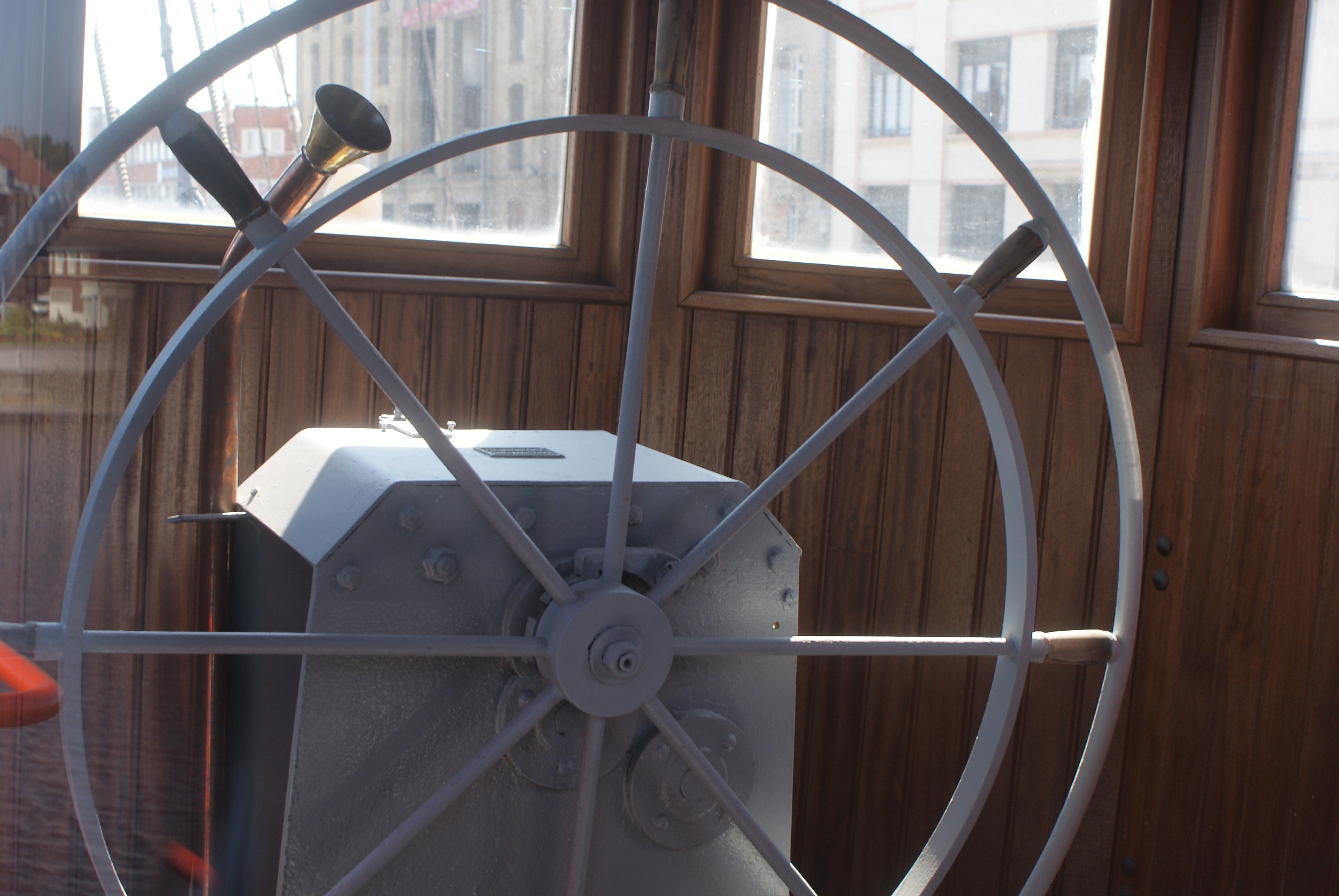
Barre à roue en métal. (Ici le bateau feu Sandettié à Dunkerque).
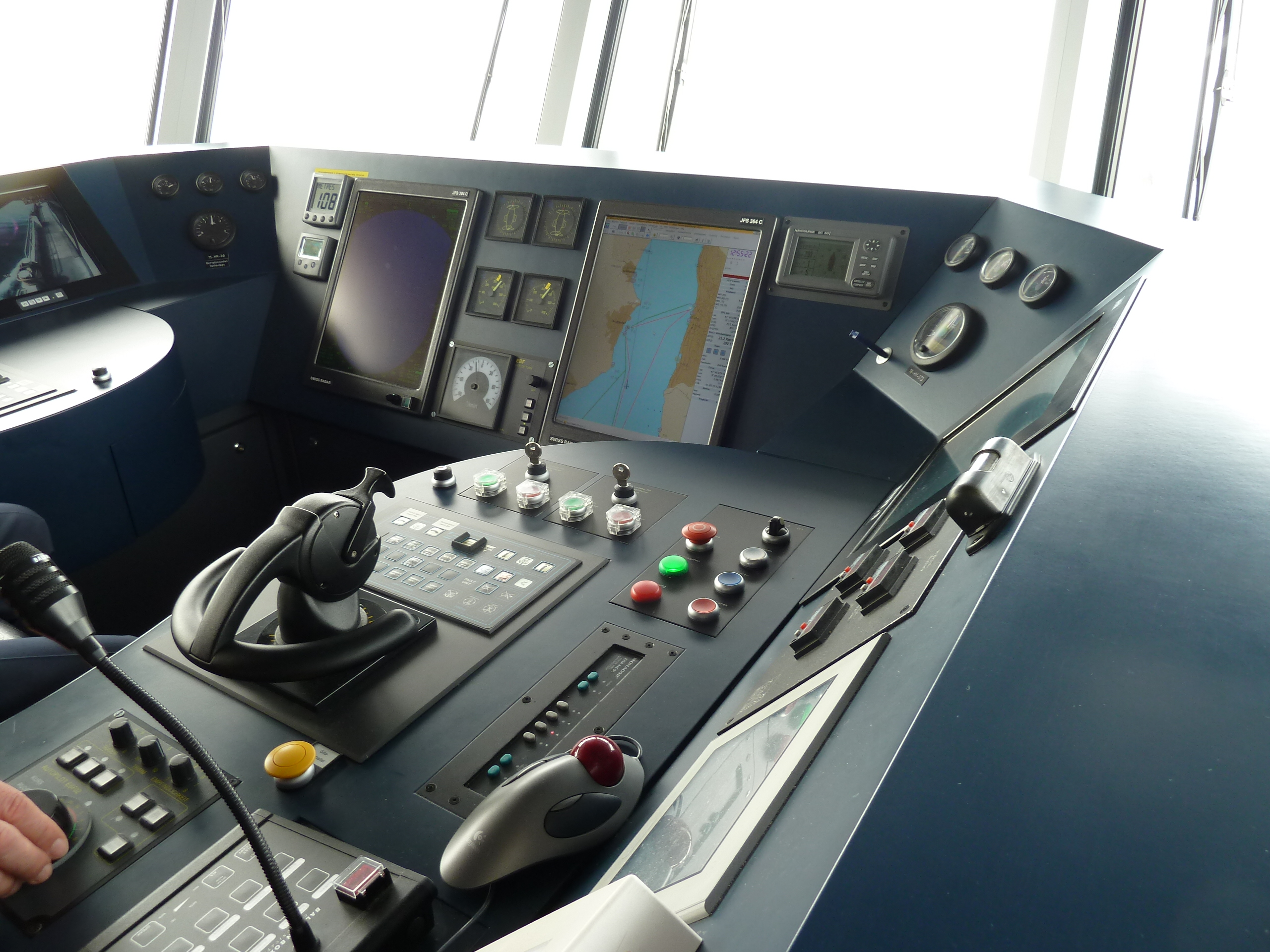
Barre avec commandes électriques d'un navire moderne au moyen d'un joystick.
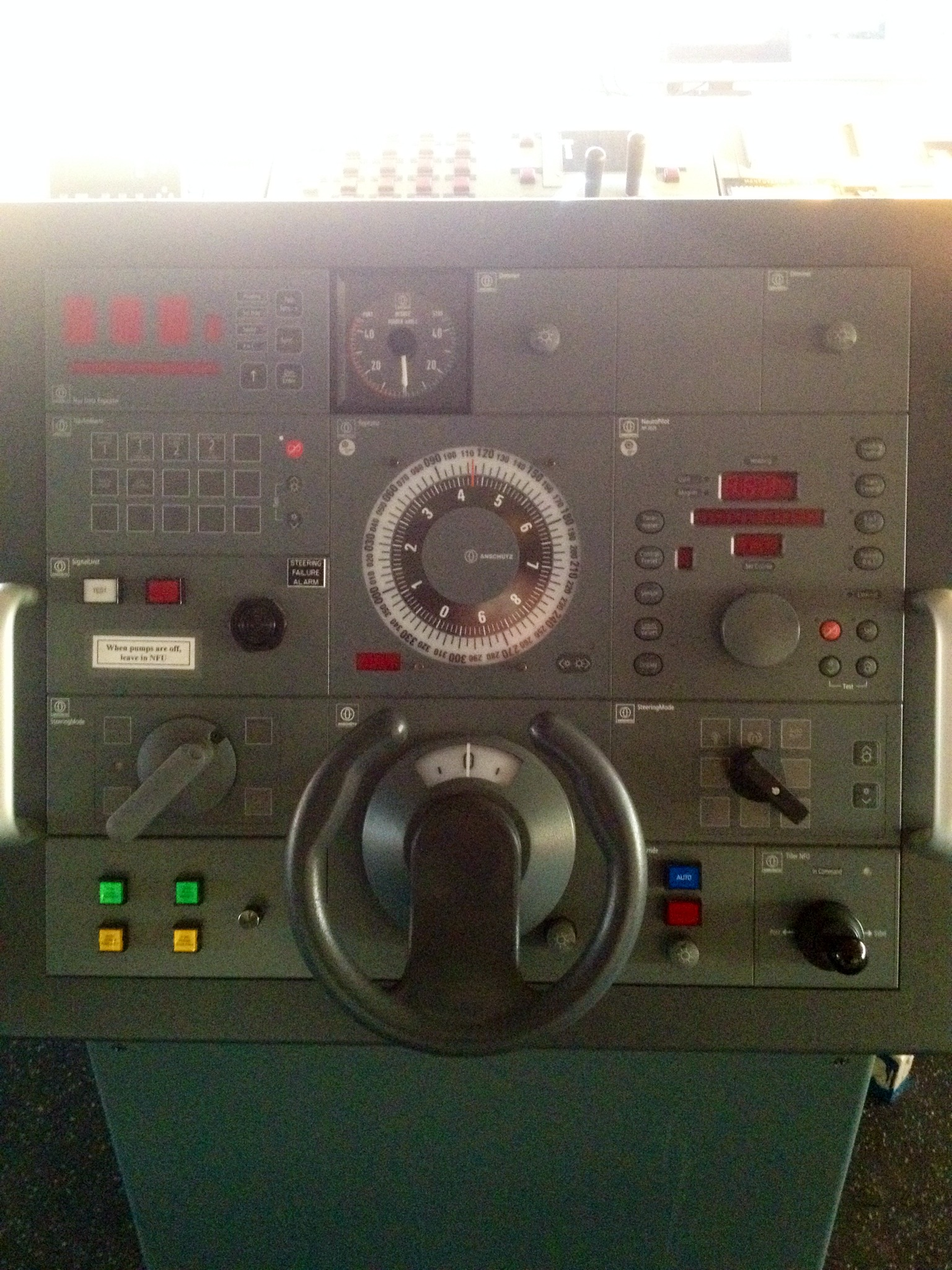
Commandes du TS Golden Hear avec une barre moderne à volant.

## La barre à roue traditionnelle

### Description
La barre d'un navire à voile est composée de rayons en bois cylindriques (généralement six à dix), en forme de balustres et tout se joint au moyeu central en bois (parfois recouvert d'une plaque de laiton) qui abrite l'essieu. Le trou carré au centre du moyeu à travers lequel passe l'essieu est appelé « carré d'entraînement ». Il était souvent doublé d'une plaque de cuivre gravée avec le nom du fabricant de la roue. Un indicateur de position du gouvernail à proximité de la barre fournit un retour d'informations à l'homme de barre. 
Le bord extérieur est composé de quatre sections constituées chacune d'une piles de trois jantes. Chaque groupe de trois jantes constitue un quart de la distance à l'extérieur de la jante, l'ensemble de la roue extérieure en bois était appelé le quadrant. 
Chaque rayon transperce la roue externe créant une série de poignées. À chacune de ces poignées / rayons ont souvent été données des rainures supplémentaires sur la pointe. Elles pouvaient être ressenties par l'homme de barre dans l'obscurité et utilisées pour déterminer la position exacte du gouvernail. Quand la rainure principale pointait directement vers le haut, le gouvernail était complètement droit. Les essences de bois les plus utilisés dans la construction de ce type de barre étaient le teck ou encore l'acajou.

### Fonctionnement d'une barre à roue

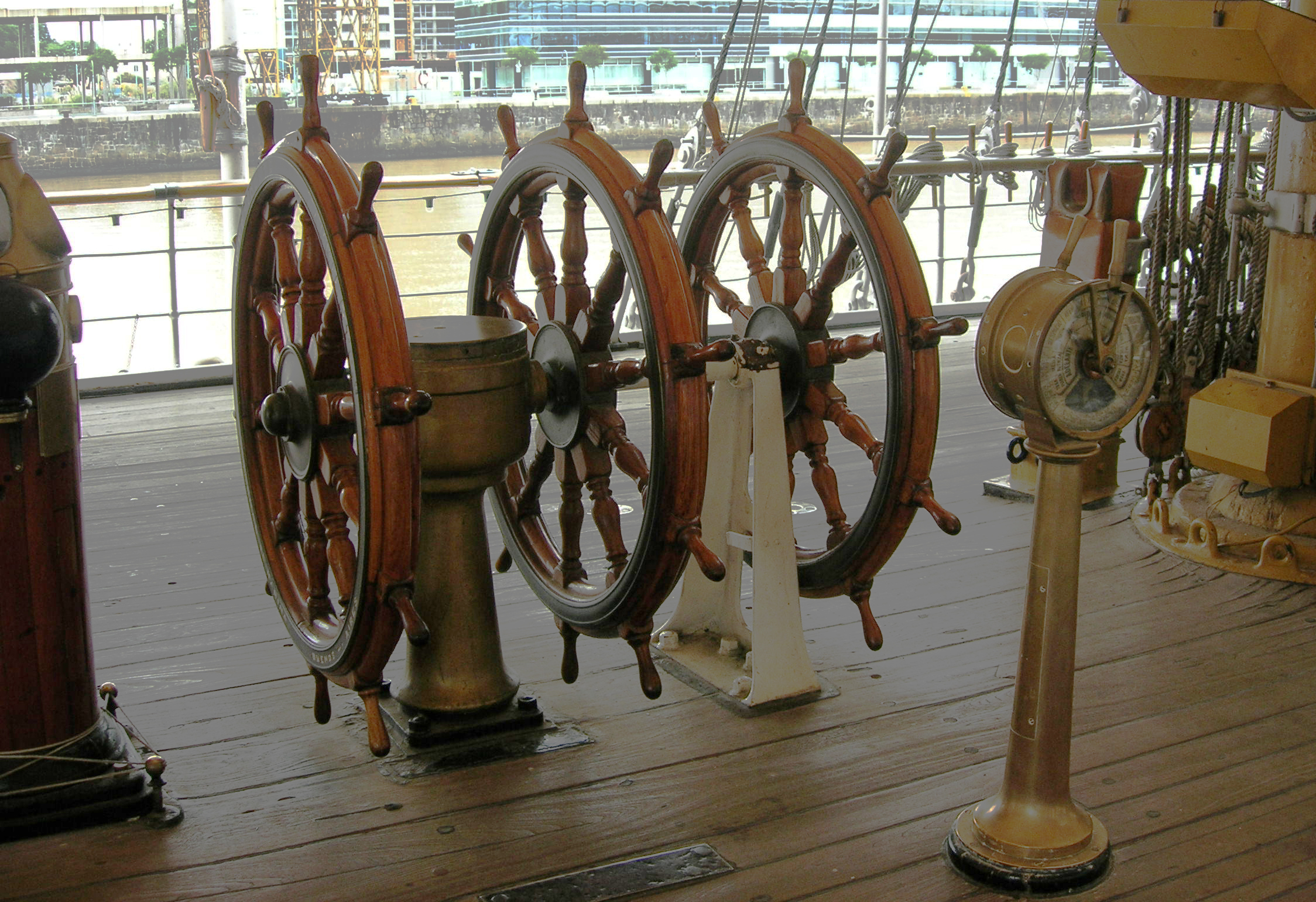
Barre à roues multiples (frégate musée le ARA Presidente Sarmiento.)

La barres à roue est la plus largement utilisée sur les grands navires et vieux gréements. La barre n'est que la commande d'un mécanisme complexe appelé « appareil à gouverner ». Ces mécanismes sur les grands navires sont parfois difficile à manœuvrer et nécessite plusieurs hommes. Les roues sont dédoublées voire triplées pour en faciliter la manœuvre. 
Le fonctionnement de la barre à roue peut varier d'un navire à l'autre. Classiquement le mécanisme est le suivant :            
- un cordage ou une chaine (appelé « drosse ») est enroulé autour de l'axe de la barre (appelé « canon ») sur cinq ou six tours. ;
- les deux brins de cordage servent : soit pour la commande bâbord, soit pour la commande tribord ;
- le mouvement de rotation de la barre entraine le cordage enroulé sur la barre. Le mouvement est relayé par des petites poulies situées sur le pont ou sous le pont (les cordages passent aux travers de trous dans le plancher du pont) ;
- après les poulies, le mouvement est transmis par des palans solidement accrochés au navire. Ces palans et poulies sont nécessaires pour compenser les contraintes importantes du gouvernail qui offre parfois un frottement important avec l'eau ;
- les deux brins de commande sont accrochés à une pièce fixe du gouvernail : un brin côté bâbord, un brin côté tribord.

Le mouvement des roues (étant connectées et déplacées simultanément) provoque l'entraînement de la corde de barre dans l'une des deux directions et déplace ainsi la barre à gauche ou à droite. 

Détail du fonctionnement d'un exemple de barre à roue (vue en coupe et vue de dessus). (En anglais).

## Commandes
Les commandes sont opposées entre un timon ou une barre à roue. 
Le timon est le système plus ancien avec le mécanisme le plus simple. Il présente une commande opposée : le mouvement de la commande de l'opérateur vers bâbord (gauche) entraîne un mouvement du navire à tribord (droite). Le mouvement de l'axe du timon antihoraire entraîne un mouvement du bateau dans le sens horaire et inversement.
Sur les voiliers très légers et dépourvus de lest (dériveurs légers, catamaran de sport) le barreur est obligé de se déporter pour équilibrer le bateau (sangle de rappel , Trapèze...etc) il lui est donc impossible de rester à côté de la barre dès que la brise souffle un tant soit peu frais.
Divers dispositifs ont donc été imaginés : Tout d'abord (dans les années 1930) une timon dédoublé avec une large barre d'écartement, le tout formant un triangle isocèle avec la tête du safran comme sommet (dispositif inventé par Manfred Curry et repris à bord du Sharpie 9 m2).
Par la suite, un dispositif plus simple, le stick, ou allonge de barre, se généralisera : un bâton léger (assez semblable à un bâton de ski) est articulé en bout de barre (d'abord par un simple boulon, puis par un cardan ou un joint souple en élastomère) permet de garder le contrôle depuis le rappel.
Sur certains bateaux extrêmes où le barreur est en permanence au trapèze (49er, 18 pieds de Sydney...) on utilise deux sticks très longs en fibre de carbone, parfois téléscopiques.

Dans une barre à roue, la commande est concordante : le mouvement de la barre vers tribord (droite) entraîne un mouvement du navire à tribord (droite). Un mouvement de la barre dans le sens horaire entraîne un mouvement du bateau dans le sens horaire et inversement.

F1 : Les commandes sont opposées sur un timon.
F.2 : Les commandes sont concordantes avec une barre à roue.

## Symbologie

### Norme

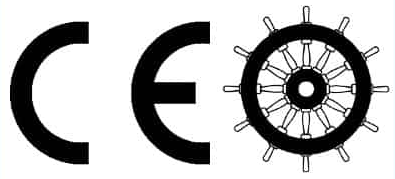
Marquage CE et barre à roue indiquant un équipement marin autorisé dans l'Union européenne.

Le symbole de la barre à roue est utilisé comme marquage CE pour indiquer qu'un équipement est garanti conforme par le fabricant ou l'importateur de cet équipement, et qu'il peut être mis sur le marché en vue d’être placés à bord d’un navire de l’Union européenne, comme décrit dans la Directive européenne no 2014/90/ue du 23 juillet 2014 relative aux équipements marins. Pour simplifier, ce marquage indique que le matériel est conforme aux règles de sécurité internationales en vigueur, en particulier dans l'Union européenne, comme la SOLAS. À défaut d'être interdit, l'usage d'équipements non marqués de la barre à roue devra être justifié et n'être autorisé que dans des circonstances exceptionnelles (navire en réparation dans un port ou une infrastructure situé(e) en dehors de l’Union, ou lorsque de tels équipements ne sont pas disponibles sur le marché).

### Héraldique
Tout comme l'ancre, la barre à roue est un symbole très utilisé pour évoquer la mer ou les marins. On la retrouve souvent sur les blasons, enseignes ou autres supports picturaux.

Blason de Caraquet (Nouveau-Brunswick, Canada).
Blason de Villeneuve-les-Corbières.
Blason de Saint-Martin-aux-Buneaux.

## Galerie d'images

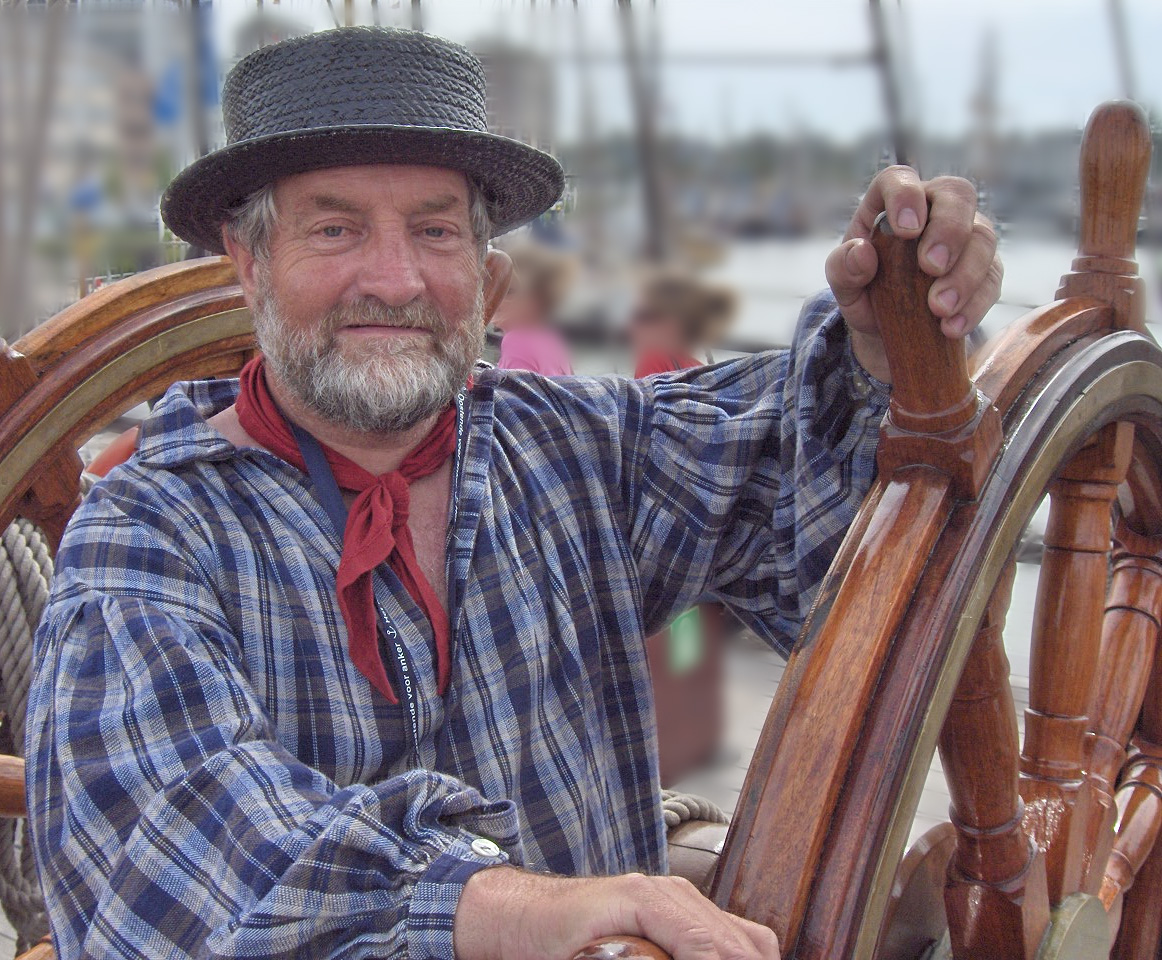
À la barre du Trois-mâts Etoile du Roy.
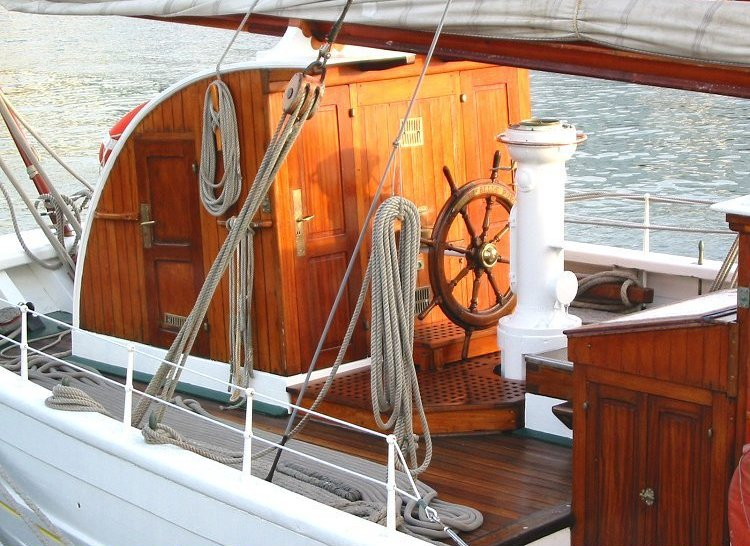
Barre de la Belle Poule.
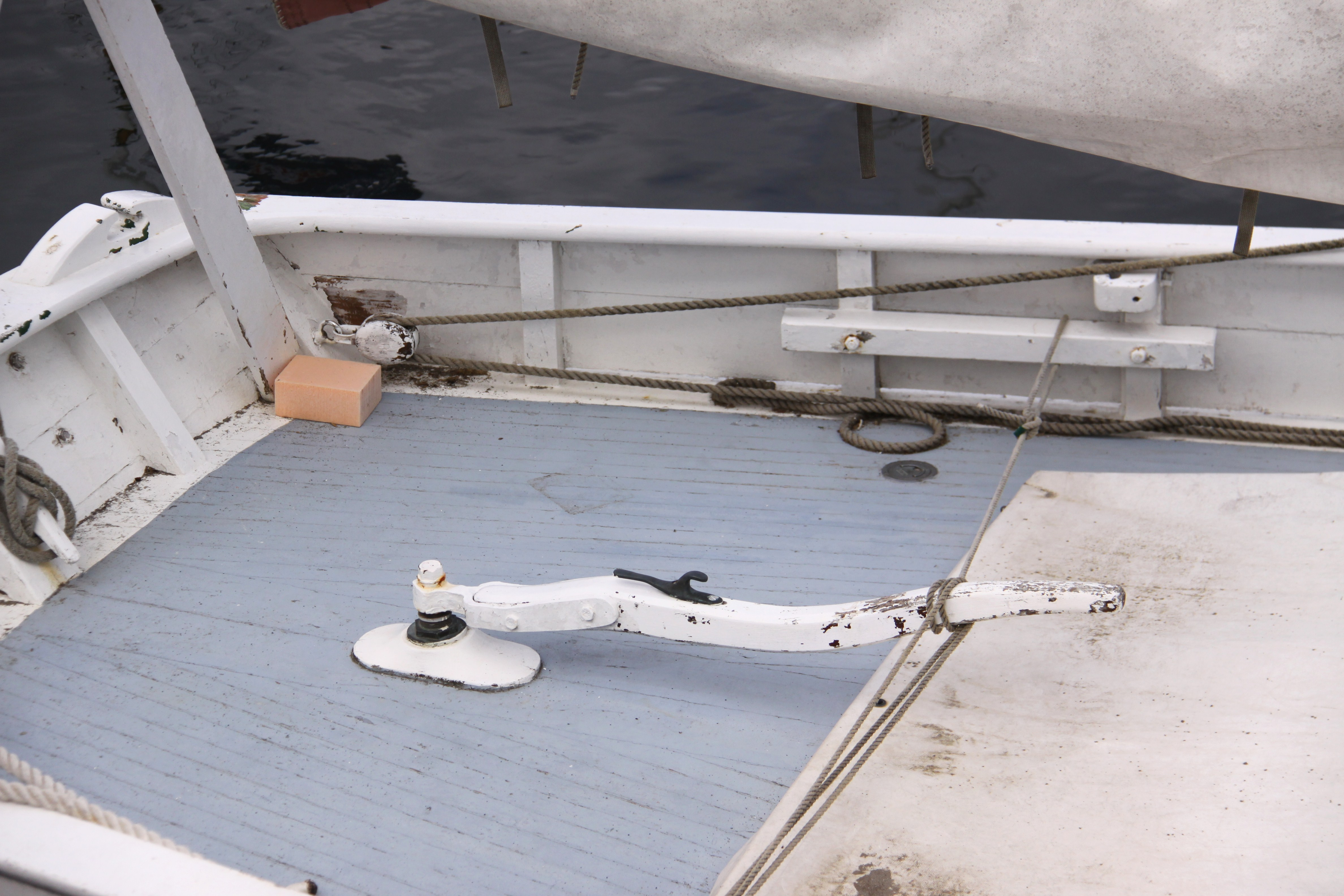
Timon d'un sloop ostréicole.
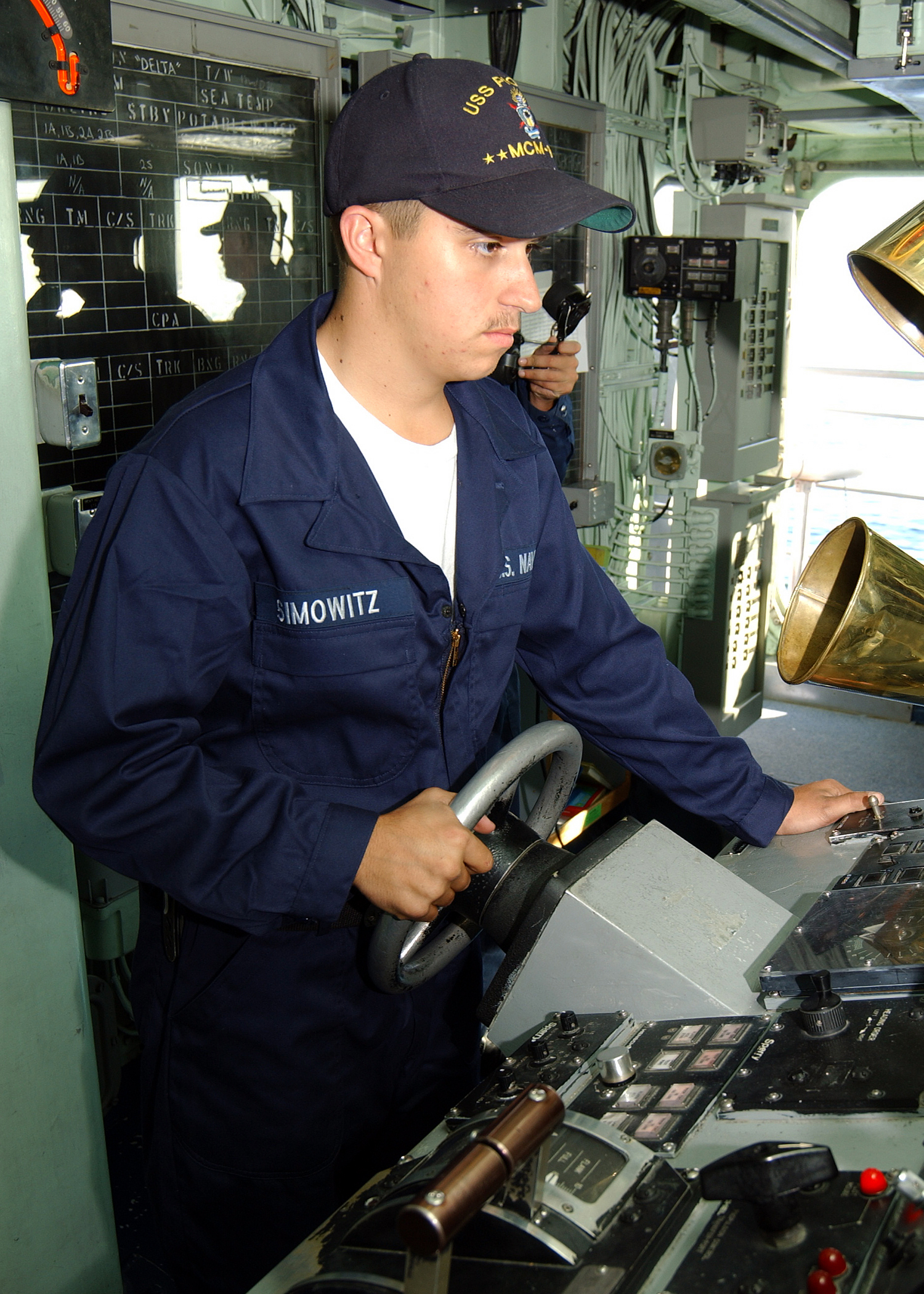
barreur sur un navire de l'US Navy.
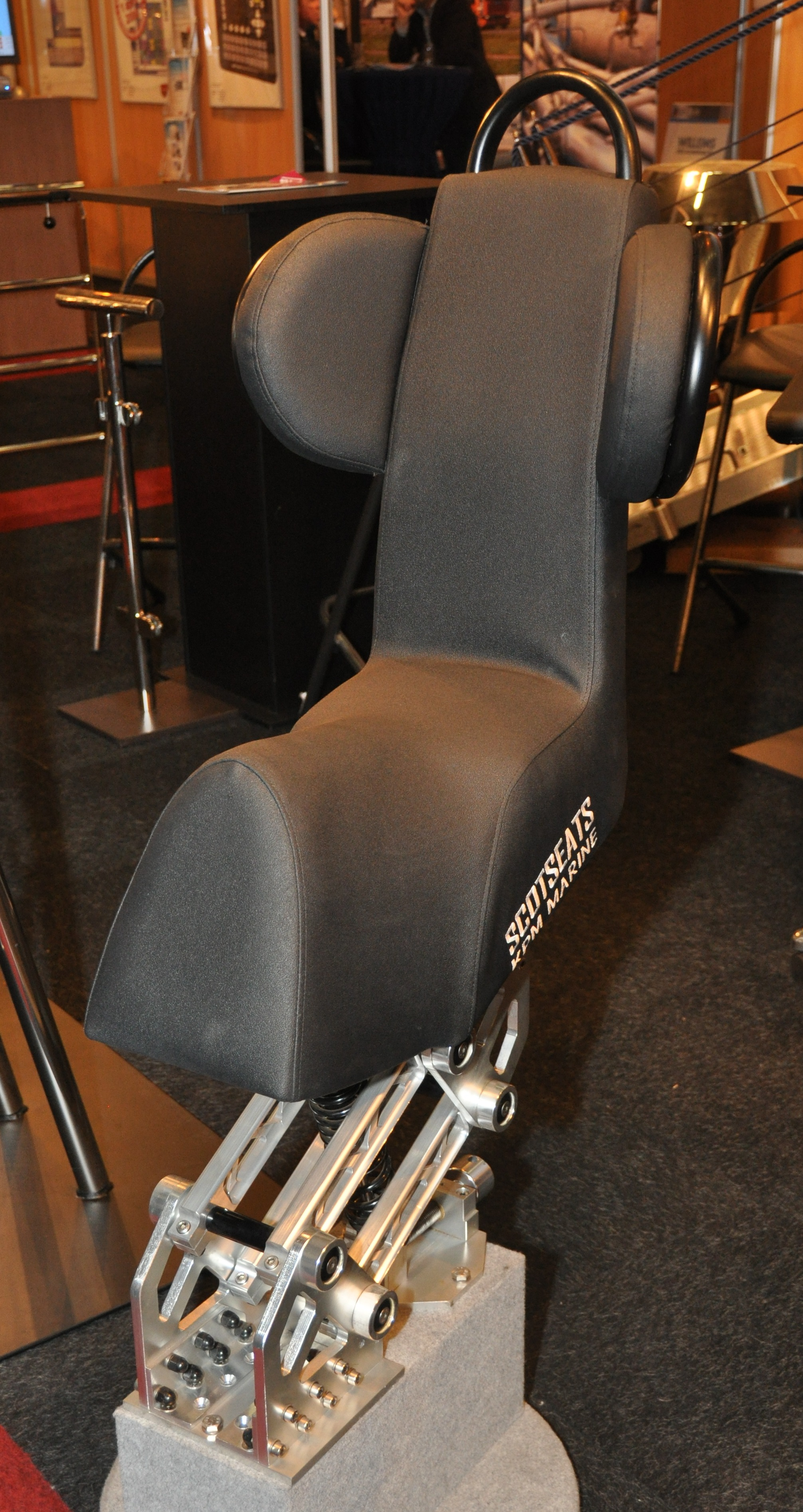
Fauteuil de pilotage.
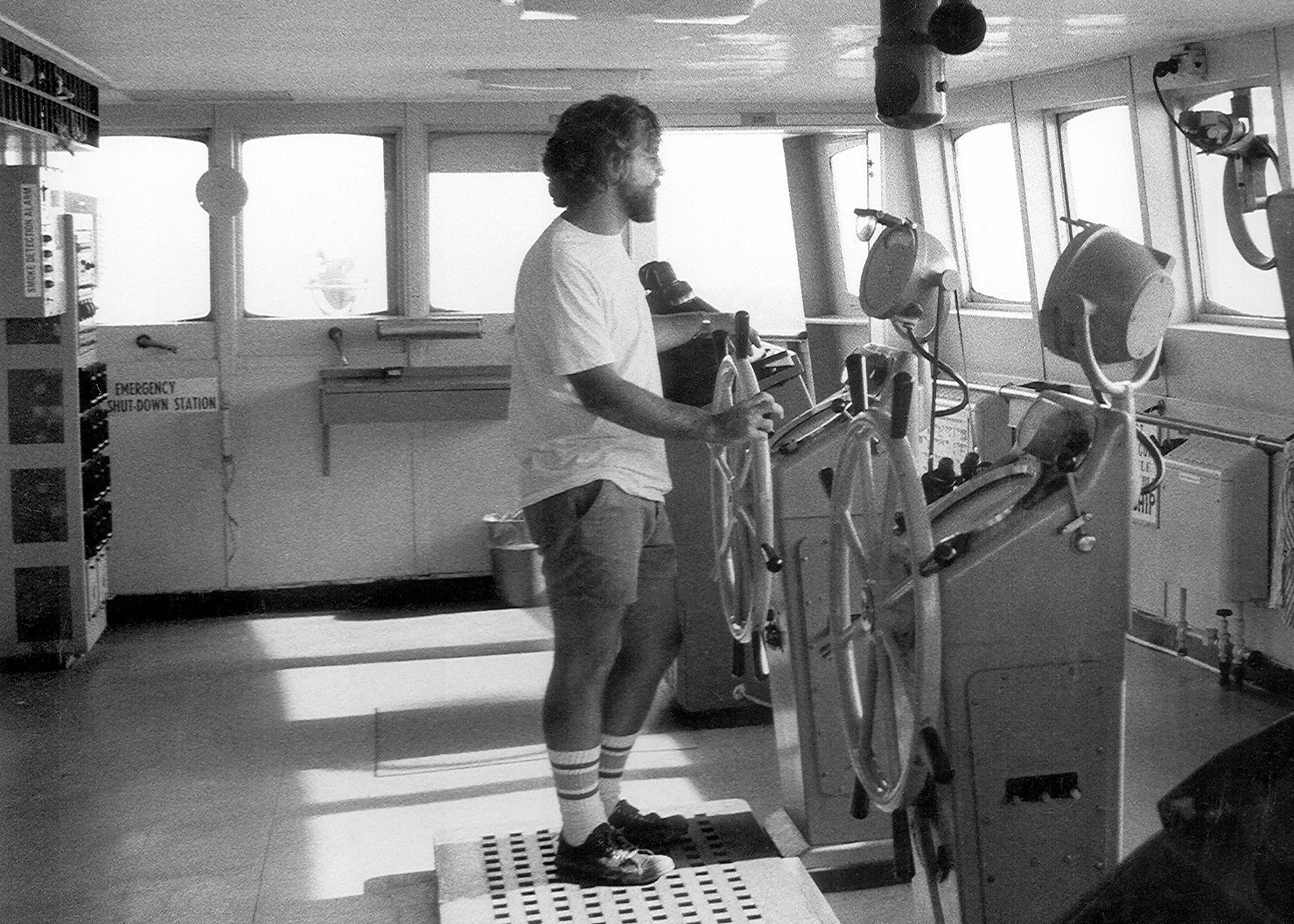
Timonerie.
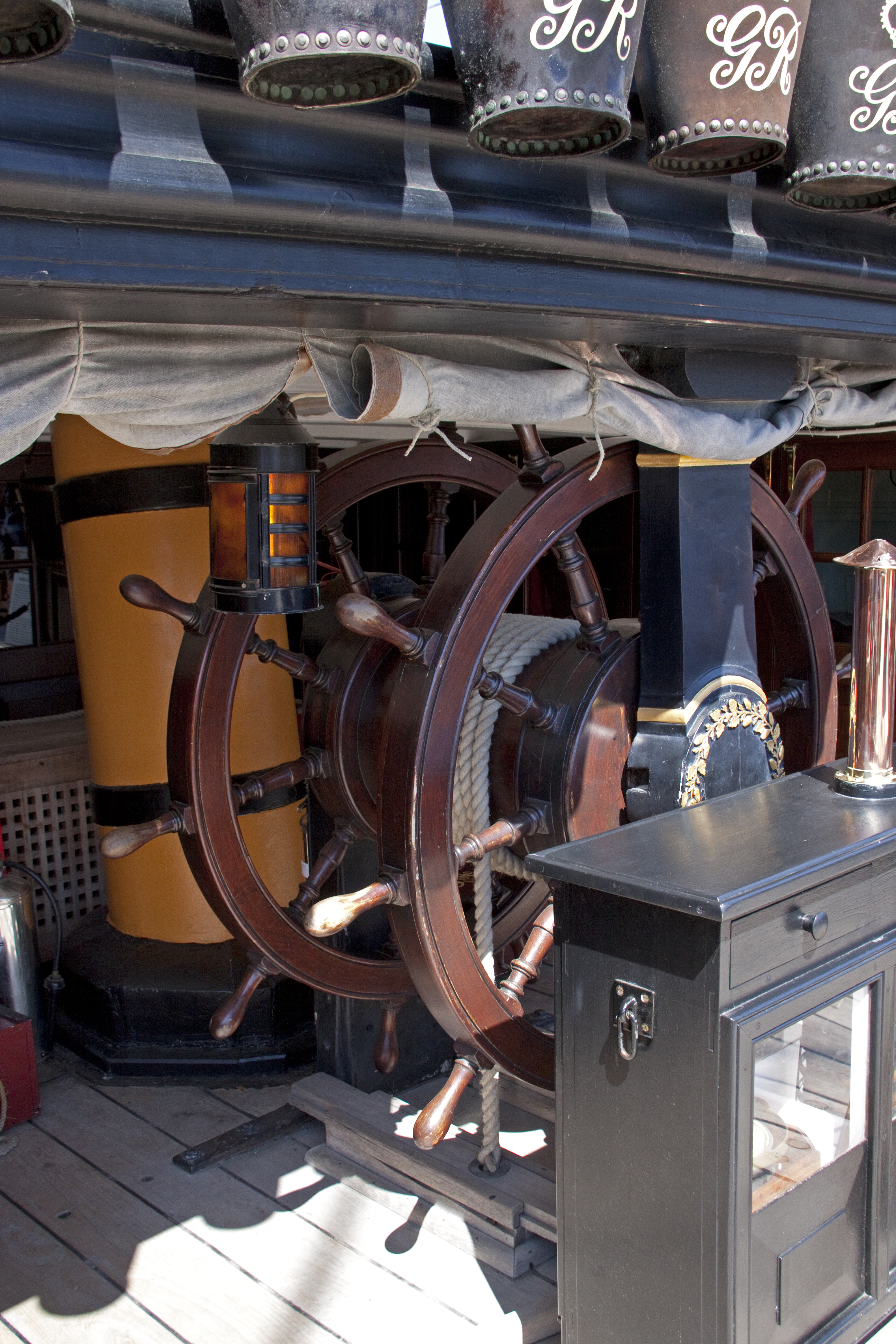
Barre du HMS Victory (Vaisseaux de ligne de 1er rang).